# Štadión na Sihoti
Het Štadión na Sihoti is een stadion in de Slowaakse plaats Trenčín.
Het stadion werd in 1960 gebouwd en in 2014 gerenoveerd. Het is in gebruik door voetbalclub AS Trenčín en ook werden er drie wedstrijden van het Europees kampioenschap voetbal onder 21 - 2000 gespeeld. In 2001 werkte het Slowaaks voetbalelftal er één WK-kwalificatiewedstrijd af. Tussen 2017 en 2019 moet op de plaats een nieuw stadion komen en enkel de hoofdtribune blijft behouden.